# Parachoques

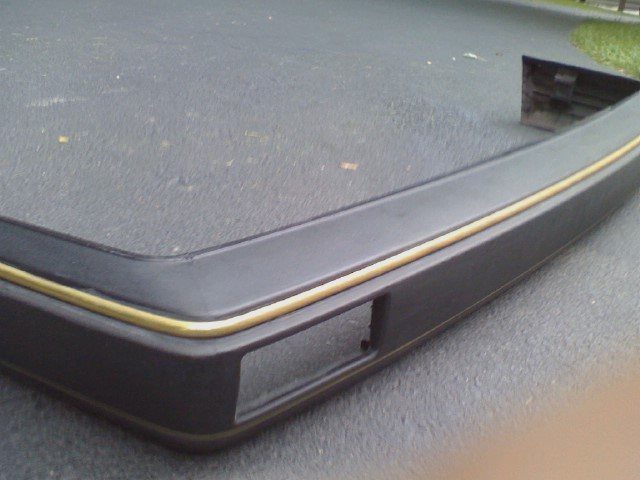
Parachoques desmontado de un automóvil.

El parachoques, paragolpes o defensa, es la pieza de un vehículo que se encuentra en la parte trasera y delantera de este con el objetivo de amortiguar y proteger al vehículo en caso de colisión, absorbiendo la energía cinética y empujándola en forma de rebote hacia el centro del choque, consiguiendo así una reducción de daños, pero no de impacto.

## Historia
En 1905 aparecieron los primeros parachoques creados de caucho inventados por Frederick Richard Simms, posteriormente fueron de metal y caucho, y en 1972 el Renault 5 se convirtió en el primer vehículo de gran serie con parachoques de plástico, lo que se generalizó en la década de 1980, siendo más ligeros y seguros. Hoy en día existen diversos materiales para fabricarlos, desde acero o aluminio, hasta caucho y derivados del plástico.
Vienen incluido en la compra de cualquier auto.

## Reglamentación
- ECE R-42 en Europa;[3]
- US-Part 581 en los Estados Unidos;
- Canada CMVSS 215 en Canadá.